# ناهید همدانی
میرزا یعقوب الستی متخلص به «ناهید» و مشهور به ناهید همدانی، شاعر اهل همدان بود.
او در سال ۱۲۶۶ ه.ش در همدان متولد شد. پدرش تاجر بود و پس از مرگ پدر وی عهده‌دار مسئولیت و تکفل بازماندگان گردید. در سال ۱۳۰۷ شمسی به خدمت دولت درآمد و پس از بازنشستگی از خدمت دولت به شعر و ادب روی آورد و دیوان شعری منظوم نمود.
ناهید از آغاز جوانی یکی از اعضای اصلی انجمن ادبی همدان بود و از محضر غمام همدانی بهره می‌جست و به وی ارادتی خاص داشت، چنانکه گوید:
| کرد از ترشحات سحاب کرم غمام |  | همچو نهال باغ برومند و خرمم |

وسپس به ریاست انجمن ادبی همدان نائل گردید.
وی به سال ۱۳۴۳ شمسی چشم از جهان فروبست و در شهرری تهران به خاک سپرده شد.